# Alburnoides parhami
Alburnoides parhami — вид коропоподібних риб роду Бистрянка (Alburnoides) родини Ялецеві (Leuciscidae).

## Назва
Вид названо на честь Саїда Парама (1980—2009), іранського офіцера в провінції Північний Хорасан, який був убитий під час боротьби з браконьєрами біля типової місцевості (поблизу кордону з Туркменістаном).

## Поширення
Відомий лише з типової місцевості на півночі Ірану. Типовий зразок виловлено у дренажному каналі.

## Опис
Риба завдовжки 6,7 см.